# Lyngen Alpen
De Lyngen Alpen (Noors: Lyngsalpan) is een berggebied in Noord-Noorwegen in de buurt van Tromsø in de provincie Troms

## Algemeen
De Lyngen Alpen liggen op 350 kilometer ten noorden van de poolcirkel op een schiereiland tussen de fjorden Ullsfjord en Lyngenfjord in de gemeente Lyngen. Het gebied is erg ontoegankelijk. Er zijn geen wegen en paden in het gebied en bijna geen overnachtingsmogelijkheden. Het gebied kenmerkt zich door hoge bergen en veel gletsjers die vaak tot diep in de dalen reiken. De hoogste top is Jiehkkevárri (1833 meter)

## Accommodatie
Er is één onbemande berghut in het noordelijke deel: De Jægervasshytta. Verder is overnachting alleen mogelijk in de dorpen rond het gebied. Wildkamperen behoort ook tot de mogelijkheden.

## Foto's

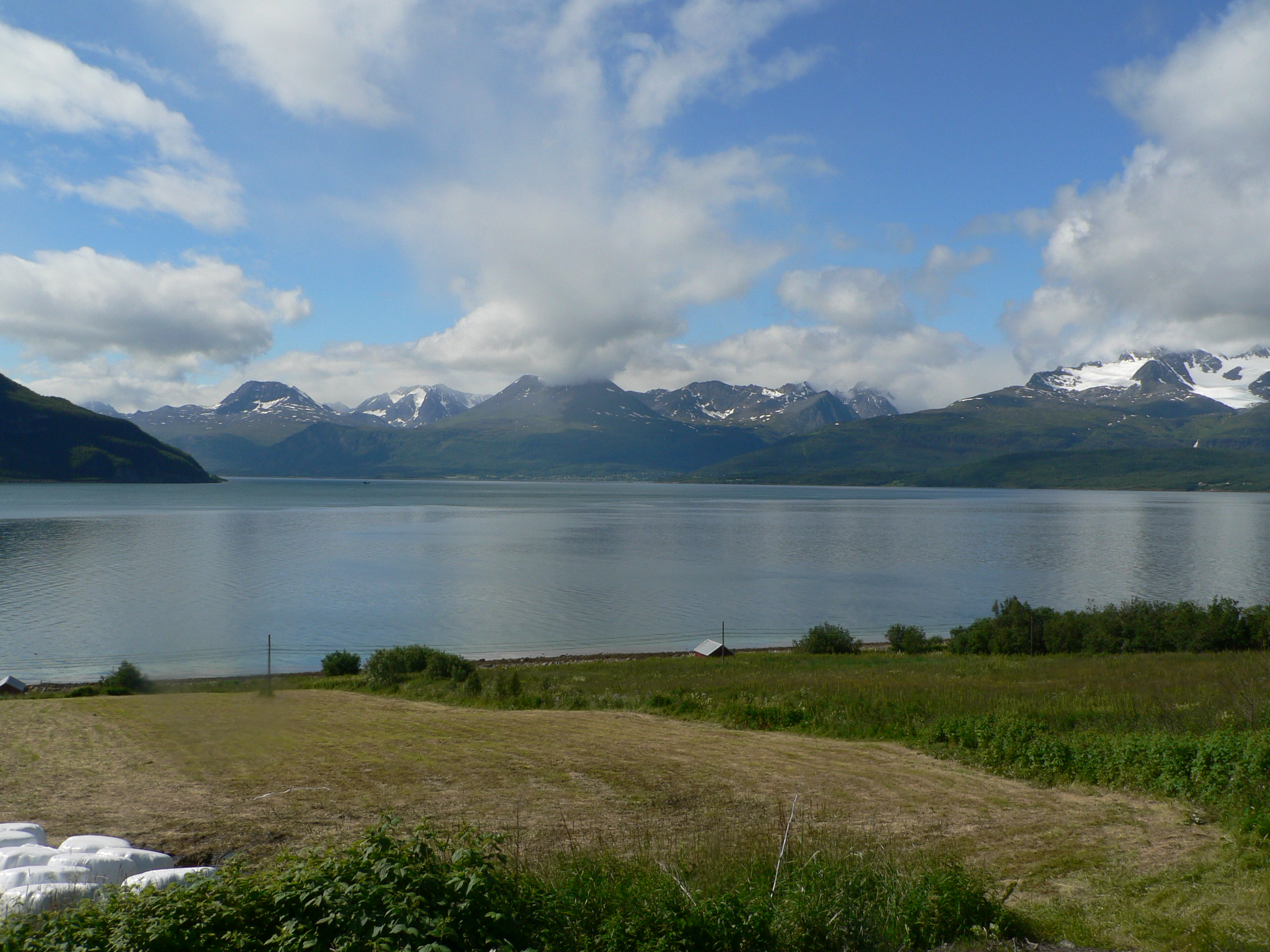
Lyngen Alpen
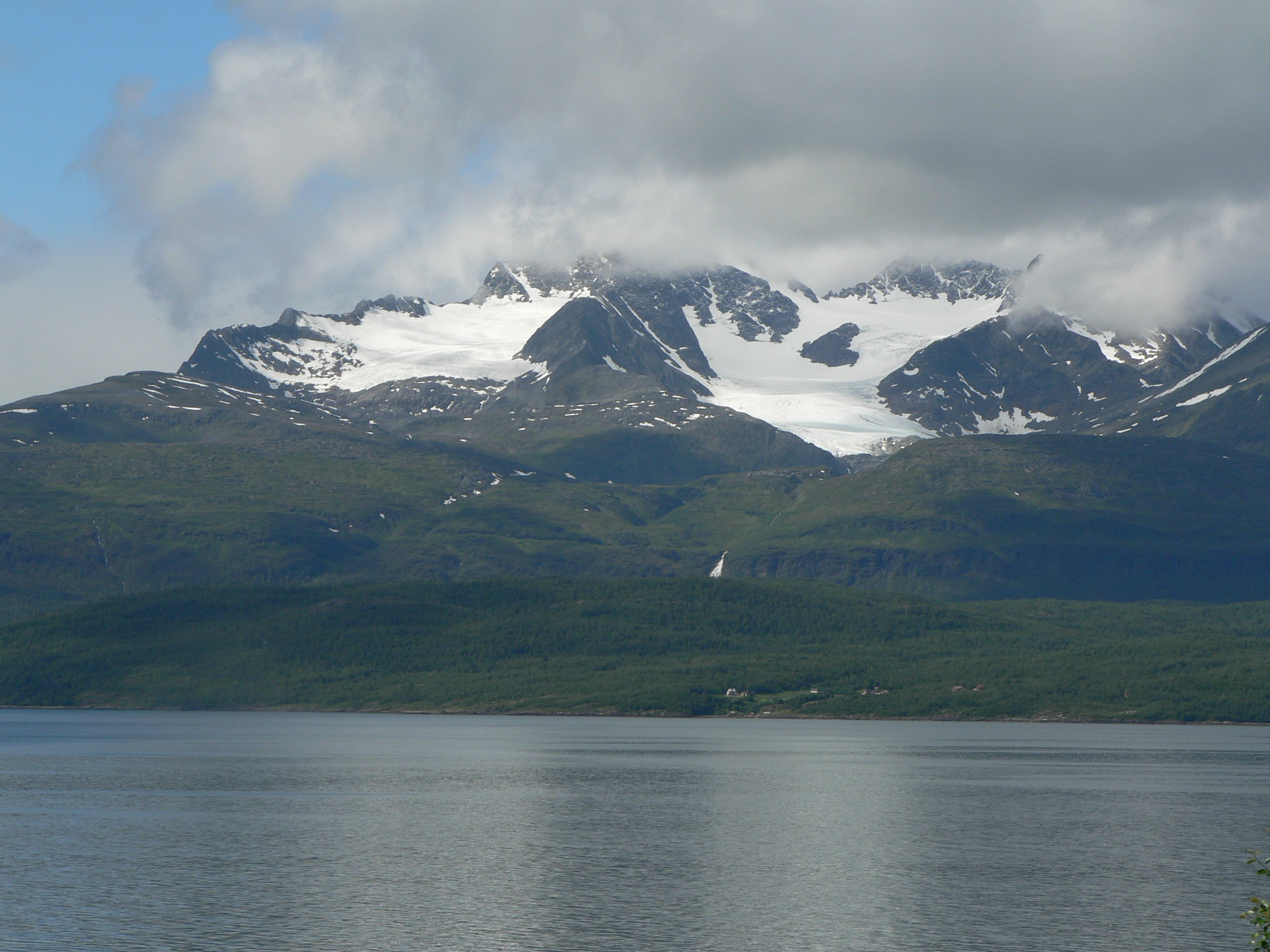
Lyngen Alpen
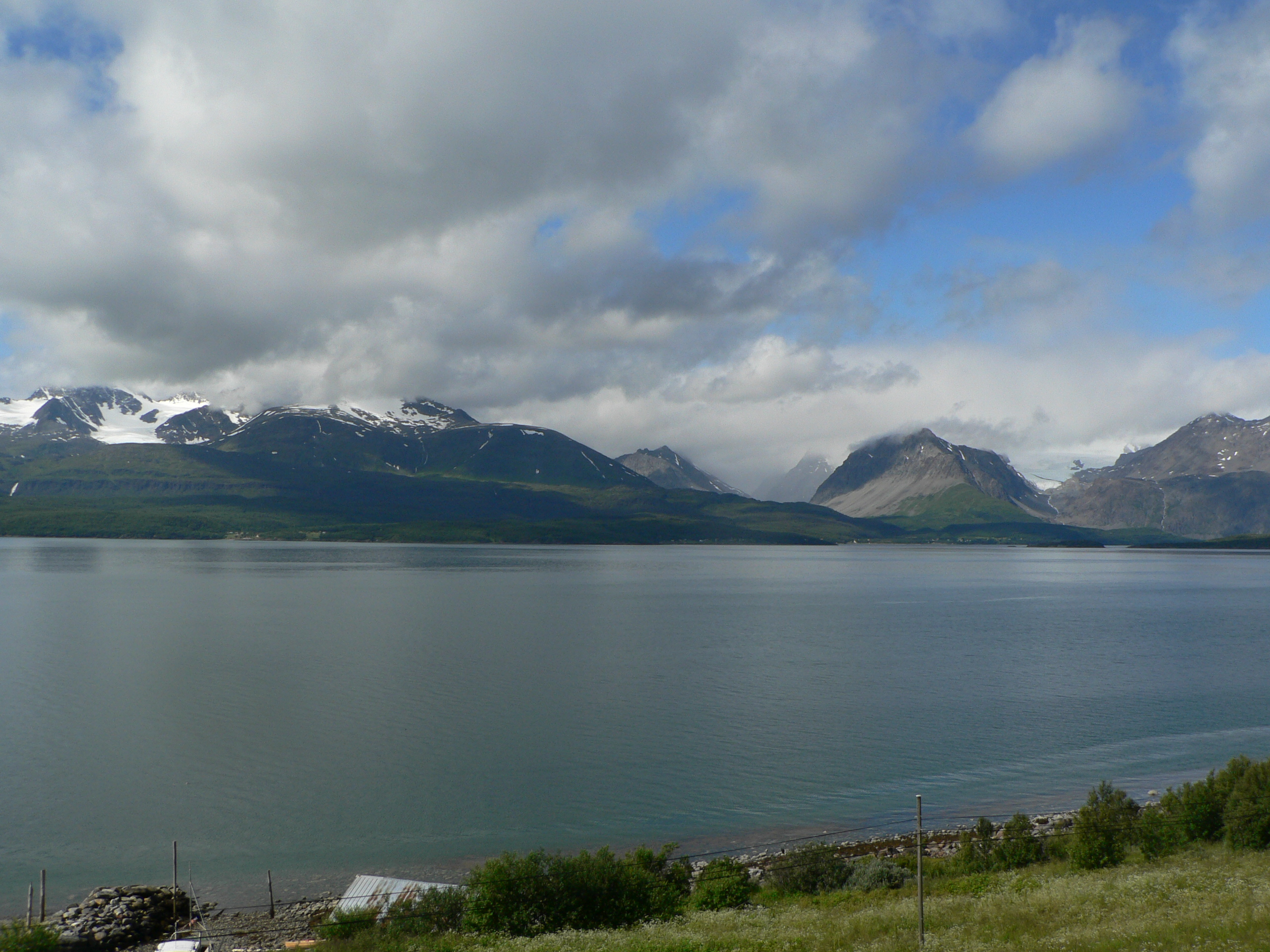
Lyngen Alpen